# MTN 그룹

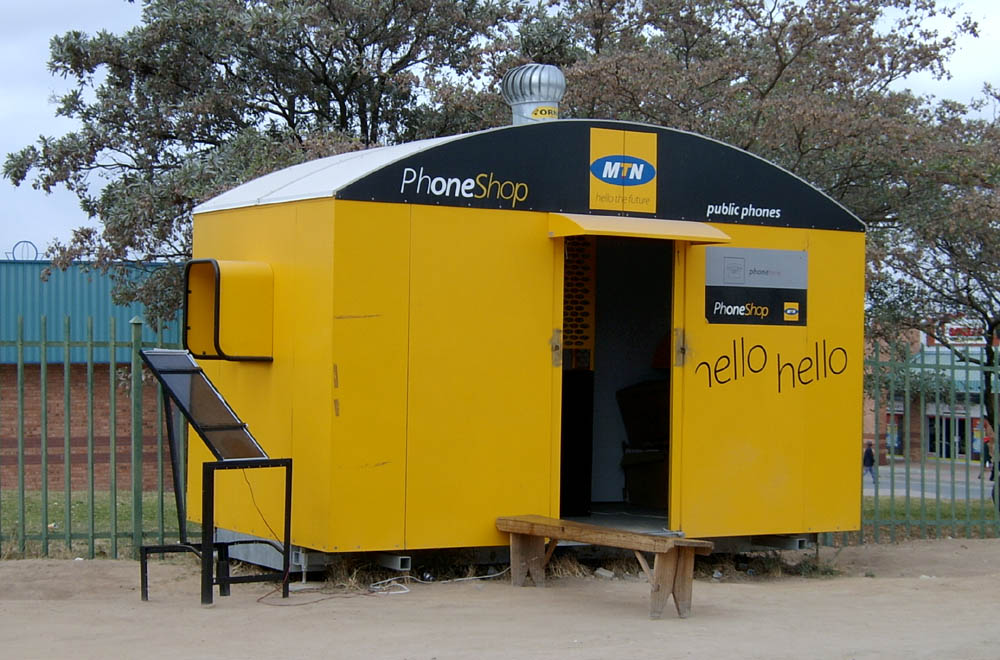
남아프리카 공화국의 MTN 점포

MTN 그룹, 전 M-셀은 남아프리카에 본부를 둔 다국적 이동통신사로, 수많은 아프리카, 유럽 그리고 아시아 국가에서 영업하고 있다. 요하네스버그에 본사가 있다. 2015년 9월 30일을 기준으로, MTN은 3억명의 구독자를 기록하였다.
MTN 그룹은 CAF 챔피언스리그, 아포엘 FC, 키프로스 1부 리그의 2009년, 2011년, 2013년, 2014년 우승팀, 그리고 UEFA 챔피언스리그의 2009-10, 2011-12 대회 참가팀의 스폰서였다.
2010년 3월 18일, MTN은 영국 축구 클럽 맨체스터 유나이티드 FC와 스폰서 협정을 맺었었다.